# 아호게

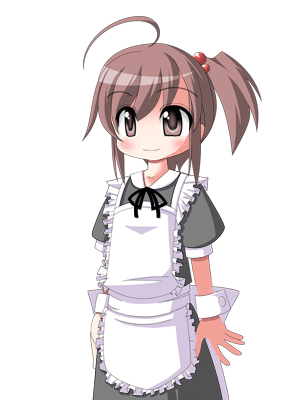
머리에서 삐죽 솟은 아호게의 모습

아호게(일본어: アホ毛)는 일본의 미용업계에서 사용되고 있는 은어로, 정리한 머리카락의 표면으로부터 불쑥 튀어나와있는 짧은 털을 가리킨다. 대응하는 영어단어는 "Frizz"이다. 또, 그로부터 파생한 만화, 애니메이션, 게임 등에서 머리 부분으로부터 한 가닥(또는 복수로)이 더듬이같이 삐죽 솟아나와 있는 털도 아호게라고 부른다. 이 글에서는 후자에 대해 서술한다.

## 어원・유래
동인계에서는 예로부터 사용되어 정확한 첫 출처는 불분명하지만, 상업계에서는 야마다 난페이 〈쿠미코 & 신고 시리즈〉에서 ‘아호게’라고 하는 말이 처음으로 이용되었다고 하는 설이 있다. 이 작품은 하쿠센샤의 잡지 《꽃과 꿈》 1990년 20호로부터 시리즈 연재가 되고 있다. 그 코믹스 중에서 작자 스스로 히로인 쿠미코의 한 가닥의 털을 ‘아호게’라고 언급했다. 야마다는 동인 출신이기 때문에, 그 영향을 받았다고 생각된다. 또 아즈마 히로키 저 《동물화한 포스트모던》(ISBN 4-06-149575-5)에서는,
| “ | ‘더듬이와 같이 삐쭉 솟은 머리카락’은, 필자의 관찰로는, 90대 중반, 노벨 게임인 《키즈아토》로 나타난 것으로부터 일반화되었다. p.66) | ” |

- 원본 인용: "《触角のように刎ねた髪》は、筆者の観察では、90代の半ば、ノベルゲームの《痕》で現れたことから一般化し"

라고 기록되어 있다. 동 게임의 캐릭터·카시와기 하츠네의 ‘더듬이와 같이 삐죽 솟은 머리카락’은 본항의 아호게 그 자체이며 같은 작품이 발매되었던 1996년 당시부터 이러한 표현을 볼 수 있던 것, 그리고 그 시점에서는 아직 이것을 ‘아호게’라고 부르는 것이 일반적이지 않았던 것을 나타내고 있다. ‘더듬이’는 그다음 해에 동사가 출시한 투하트의 히나야마 리오가, 어느 곤충과 유사한 앞머리를 하고 있던 때문에 이렇게 해서 구분할 수 있게 되었다고도 본다. 도리마가 증간 RASPBERRY Vol.17에는 아호게의 최초 유래는 Studio e.go!의 마스코트 캐릭터인 데보스즈메라고 기재되어 있다.

## 캐릭터 조형에 있어서의 아호게

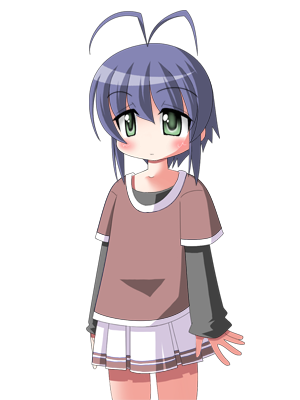
아호게가 두 가닥인 경우에는 더듬이라고도 부른다.

애니메이션이나 만화에서의 아호게는, 머리카락 한 가닥뿐만이 아니고, 가는 발방으로써 표현되는 것이 많다. 아호게라고 하는 말이 일반화하기 이전은 더듬이·안테나라고 불렸지만, 후에는 ‘촉각’은 아호게가 두 가닥 삐져나온 상태를 가리키는 것이 많아졌다(더듬이를 가지는 대표적인 캐릭터로서 코바야시 요시노리 등). 아호게가 캐릭터 디자인에 받아들여지는 경우, 그 개수는 한 가닥에서 두 가닥이 대부분이지만, 《마법사에게 소중한 것》의 주인공 키쿠치 유메는 아호게가 세 가닥인 등, 예외도 존재한다. 이처럼, 아호게는 그 캐릭터의 외관을 구성하는 설정 상의 요소가 되고 있는(즉, 상시 아호게가 있는 캐릭터로서 설정되어 있다.) 일이 많다. 또, 아호게는 모에의 대상이 되고 있다.
다만, 이소노 나미헤이(《사자에상》)와 같이, 대머리에 머리카락 한 가닥이 나 있는 경우는, 아호게라고는 불리지는 않는다(나미히라 스타일 등으로 불린다.). 아호게는 어디까지나, 모발 다수가 머리에 존재하는 경우에, 머리카락으로부터 삐쭉 솟은 것에 대한 명칭이다.
일본의 소녀 만화의 효시인 테즈카 오사무의 《리본의 기사》의 주인공 사파이어, 또 후년의 《이상한 메르모》의 주인공 메르모에서는 한층 더 분명히 머리카락을 솟구치게 한 캐릭터 조형을 볼 수 있다. 이처럼 호칭 그 자체는 비교적 새롭지만, 캐릭터의 조형법으로서의 역사는 오래되었고 《베티·붑》까지 거슬러 올라갈 수 있다.
아호게는 여성 캐릭터에 많이 볼 수 있지만, 《케로로 중사》의 히나타 후유키나 《강철의 연금술사》의 에드워드 엘릭, 《뿌요뿌요피버》의 스페셜 인터레스트 그룹, 《정글은 언제나 하레와 구우》의 하레, 《최유기》의 사오정, 《P2! - let's Play Pingpong! -》의 아이카와 히롬, 《스쿨럼블》의 하리마 켄지 등, 남성 캐릭터에서도 아호게가 설정된 예는 드물지 않다.
아호게를 가진 남성 캐릭터의 원조는 《정글은 언제나 하레와 구우》(1996년부터 연재 개시)의 하레라고 추측된다. 게임에서는 《파이널판타지 택틱스》(1997년)의 주인공 람다·베오르브가 아호게를 가지고 있다. 또한 《피로·낙담》의 패턴에 대해서는, 마야봉앙 〈파타리로!〉작중, 잭·밴 코란이나 마라이히, 휴이트 등 장발의 미형 남성 캐릭터들이 곤란하거나 할 때에, 곤란한 정도에 따라서 머리카락 중의 한 가닥 또는 몇 가닥, 혹은 다발이 되어 튀어나오는 묘사가 있다.
한편, 아메리칸·코믹스의 세계에 있어서는, 남성의 아호게는 예로부터 그 존재가 확인되고 있다. 예를 들어, 고전 미국 만화의 대표격인 《슈퍼맨》에서는, 주인공 슈퍼맨의 앞머리 한 다발이 그려지고 있어 그것이 그의 트레이드마크가 되고 있다. 실사영화촬영 시, 그를 연기한 배우 크리스토퍼 리브나 브란돈·라우스는 앞머리에 의식적으로 아호게를 만들어 촬영에 임했다.

## 확장
설정 상의 요소로부터 한층 더 확장되어 아호게 자체에 특수한 능력을 갖게 하는 예나, 감정이나 표정의 변화에 따라 아호게의 형상이 변화하는 예도 있다(《스파스파》 등). 또, 머리카락에 특수한 능력을 갖게 하는 예는 미즈키 시게루의 《게게게노 키타로》의 주인공 키타로의 ‘요괴 안테나’(요기를 느끼면 머리카락이 일방극과 같이 거꾸로 선다.)의 표현에 원형을 볼 수 있다. 한층 더 거슬러 올라가면 A·E·밴·보크트의 SF 소설 《스란》의 촉모스란이 원조라고 생각된다. 사토미 케이의 만화 《무슨 요야!?》의 히로인 · 밀은 키타로와 같은 ‘요괴 안테나’를 가지고 있다(동작에의 오마주다). 이것을 잘라 버리면 능력을 발휘할 수 없게 되는 등의 묘사도 있다. 잡지 연재는 1982년부터였으며, 여성 캐릭터의 예로서는 최초기에 속한다고 생각된다.
아호게의 인식도나 지명도의 상승에 수반해, 아호게가 캐릭터를 말하는 데 있어서 중대한 의미가 있거나 바보털 그 자체가 캐릭터 본인보다 중요하고 있기도 하는 예도 볼 수 있게 되었다. 코믹 만화, 애니메이션, 드라마 CD, 그 외의 타 잡지에의 작자의 출장 게재에 대해 《파니포니》의 주요 히로인 중의 한 명·히메코의 아호게는 제외 가능하거나 모든 정신파나 전파나 벌레의 통지와 같은 개념적·초자연적인 것, 혹은 이성인의 퍼스트 컨택트를 그 아호게로 수신하거나 아호게 그 자체에 인격이 존재하거나 하는 일이나 기생충과 같이 히메코를 빼앗으려고 하는 등 분명하게 캐릭터 본인보다 중요하게 다루어지고 있다. 또 《Fate/hollow ataraxia》에 있어선, 히로인 중 한 명·세이버의 아호게를 다른 사람이 접하는 것으로, 그녀의 다른 인격인 흑세이버가 나타나 인격뿐만 아니라 복장도 순간에 변모한다. 한층 더 《톱을 노려라2!》에서는, 주인공이 아호게를 이용해 수억 체의 버스터 군단을 지휘하는 등, 아호게에 관한 장치는 더욱더 대대적인 것이 되고 있다고 말할 수 있다.